# Camprovín
Camprovín est une commune de la communauté autonome de La Rioja, en Espagne.

## Démographie
| 1900 | 1910 | 1920 | 1930 | 1940 | 1950 | 1960 | 1970 | 1981 |
| ---- | ---- | ---- | ---- | ---- | ---- | ---- | ---- | ---- |
| 524  | 539  | 605  | 596  | 551  | 548  | 502  | 389  | 306  |

| 1991 | 2001 | 2011 | - | - | - | - | - | - |
| ---- | ---- | ---- | - | - | - | - | - | - |
| 262  | 199  | 177  | - | - | - | - | - | - |

## Administration

### Conseil municipal
La ville de Camprovín comptait 151 habitants aux élections municipales du 26 mai 2019. Son conseil municipal (en espagnol : Pleno del Ayuntamiento) se compose donc de 5 élus.
| Parti | Parti                 | Voix | %       | Élus  |
| ----- | --------------------- | ---- | ------- | ----- |
|       | Izquierda Unida (IU)  | 46   | 30,46 % | 4 / 5 |
|       | Parti populaire (PP)  | 44   | 29,14 % | 1 / 5 |
|       | Partido Riojano (PR+) | 11   | 7,28 %  | 0 / 5 |

### Liste des maires
| Mandat    | Maire | Maire                              | Parti       |
| --------- | ----- | ---------------------------------- | ----------- |
| 1979-1983 |       | Ismael Prado Anguiano              | Indépendant |
| 1979-1983 |       | Mª Paz Tricio Villar               | Indépendant |
| 1983-1987 |       | Raúl Prado Pascual                 | Indépendant |
| 1987-1991 |       | Santiago Prado Sancha              | PSOE        |
| 1991-1995 |       | Francisco Rica Pascual             | PP          |
| 1995-1999 |       | Santiago Prado Sancha              | PSOE        |
| 1999-2003 |       | Oswaldo Pascual Sancha             | PSOE        |
| 2003-2007 |       | Ana María Forcadell Villar         | PR+         |
| 2007-2011 |       | Arturo Isidro Manuel Villar Villar | PSOE        |
| 2011-2015 |       | Susana Rica Rubio                  | PP          |
| 2015-2019 |       | Arturo Isidro Manuel Villar Villar | IU          |
| 2019-2023 |       | Arturo Isidro Manuel Villar Villar | IU          |